# Nobi Nobi Boy
Noby Noby Boy (のびのびBOY Nobi Nobi Boy?)  är ett datorspel utvecklat av Namco Bandai för Playstation 3 och iOS.